# Dietrich von Haas
Dietrich von Haas (* 1727 in Holland; † 24. März 1797 in Potsdam) war ein preußischer Generalmajor.

## Leben

### Militärkarriere
Er ging 1741 in holländische Dienste. Von 1742 bis 1748 nahm er an den Kämpfen in Holland, Flandern und Brabant teil. Am 28. März 1746 wurde er zum außerordentlichen Ingenieur ernannt. Am 30. Januar 1751 wurde er Ingenieurleutnant, aber 1756 nahm er seinen Abschied aus holländischen Diensten. 1757 kam er dann als Ingenieurvolontär in preußische Dienste. Während des Siebenjährigen Krieges kam er zur Armee des Herzogs Ferdinand von Braunschweig. Er kämpfte bei den Schlachten von Krefeld und Minden sowie den Belagerungen von Kassel und Münster. Nach dem Krieg am 30. Dezember 1764 wurde er zum Major des Ingenieurkorps in Magdeburg ernannt. 1769 machte er Pläne für die Springbrunnen in Sanssouci, für die sich Friedrich II. bedankte und die er später umsetzen ließ.
Am 2. März 1770 wurde er nach Russland abkommandiert, um den Feldzug gegen die Türken zu beobachten. Nach der Belagerung von Bender am 26. September 1770 sollte er nach Berlin zurückkehren. Als die Preußen am 13. November 1771 Posen besetzten, wurde er der Stadt als Ingenieur zugeteilt. Im darauf folgenden Jahr wurde er nach Magdeburg zurückversetzt. Am 30. Juli 1778 wurde er dann als Kommandant Ad interim nach Silberberg versetzt und am 24. November 1780 zum wirklichen Kommandanten ernannt. Am 13. Juni 1787 erfolgte seine Beförderung zum Oberstleutnant, er musste aber am 11. September 1787 die Kommandantur an den Oberst von Capeller abgeben. Am 20. Mai 1791 wurde er dann Oberst und Oberbrigadier in Westfalen, der Mark und Magdeburg. Am 24. Juli 1791 erhielt er dann ein jährliches Traktament von 2400 Talern. Am 31. Dezember 1796 erhielt er seine Demission als Generalmajor und dazu eine Pension von 1000 Talern.
Er starb wenig später am 24. März 1797 in Potsdam.

### Familie
Haas heiratete am 10. Januar 1755 in Mersen Maria Elisabeth von Herrmann (* 1727). Das Paar hatte mehrere Kinder:
- Wilhelm Jakob (* 1755), Major im Füsilierbataillon „von Ivernois“
- Theodora Karoline (* 1757)
- Dietrich Eduard (* 20. Juni 1762), Hauptmann ⚭ Wilhelmine Henriette von Meerscheidt genannt Hüllessem (* 6. August 1773) Tochter von Otto Kasimir von Meerscheidt genannt Hüllessem
- Franziska (* 1764)
- Ernst Karl Ludwig (* 1765)
- Heinrich (* 10. Juni 1767)